# Introgressió
La introgressió, també coneguda com a hibridació introgressiva, en genètica (particularment de plantes), és el moviment d'un gen (flux gènic) d'una espècie cap al conjunt de gens d'una altra per mitjà de retroentrcreuaments específics entre un híbrid interespecífic amb un progenitor de l'espècie a la qual es vol introgressar el gen.
El retroentrecreuament es un mètode de millora vegetal que s'utilitza comunament per incorporar un o diversos gens a una altra espècie. En molts casos, el progenitor utilitzat per a aquest retroentrecreuament té un gran nombre de trets desitjats però manca algunes característiques que ens interessen.
La introgressió provocada és un procés a llarg termini, ja que poden ser necessàries moltes generacions d'híbrids abans que acabi el procés complet.
S'ha demostrat que la hibridació introrgressiva ha tingut i té un paper cabdal en l'evolució de les plantes de conreu domesticades, possiblement proporcionant gens que ajuden a la seva expansió en diferents ambients o la resistència a diferents patògens.
La major part de les introgressions són entre individus del  mateix gènere tot i que n'hi ha d'intergèniques. La introgressió natural té lloc a la natura i no té interferència directa humana mentre que la introgressió exòtica s'indueix intencionadament. Hi ha proves que la introgressió és un fenomen ubic en plantes, animals, i fins i tot en humans, on es pot haver introduït l'al·lel D microcefalina. A la natura, té diverses conseqüències com ara l'increment en la diversitat genètica en poblacions naturals, la reducció de les barreres reproductores en determinades espècies i és sovint la principal causa d'aparició de noves espècies o especiació.

## Història
Les primeres publicacions en es quals trobem que parlen sobre introgressió són les de DuRietz (1930) i Marsden-Jones (1930). DuRietz (1930) va estudiar poblacions de Dacrophyllum, Coprosma i Salix i va adonar-se’n que les poblacions simpàtriques de certs parells d'espècies tendeixen a convergir en un particulars trets morfològics.
Va atribuir aquesta convergència a la ‘’infecció’’ d'una de les espècies amb uns gens particulars de l'altra espècie.
Marsden-Jones (1930) va produir híbrids artificials de Geum urbanum i Geum rivale i els va retroencreuar amb individus de l'espècie progenitora. Aíxi doncs va demostrar que aquests retroencreuaments contenien individus que eren gairebé indistingibles de l'espècie progentiora.
Tot i així no va ser fins al 1938  quan el terme ‘’introgressió’’ va ser definit per primer cop per Anderson i Hubricht, com ‘’la infiltració de germoplasma d'unes espècie cap a una altra mitjançant la repetició de retroentrecreuaments dels híbrids amb l'espècie progenitora.’’
Autors posteriors (Stebbins, 1959; Heiser, 1973) van suggerir que el terme s'havia de restringir a aquelles situacions que inclouen l'addició ‘’permanent’’ dels gns d'una espècie cop a l'altra, d'aquesta manera distingir entre la introgressió i el flux de gens entre híbrids locals.
Aquesta distinció sembla útil tot i les dificultats  intrínseques de l'avaluació de la "permanència" de la transferència genètica.
A pesar de que la introgressió estava originàriament restringida al flux de fens entre espècies, s'ha remarcat (Anderson, 1949; Heiser, 1973; Grant, 1981) que aquesta definició és arbitrària degut a les diferències definicions del  concepte ‘’espècie’’ entre diferents taxonomistes.
A més a més, l'Anderson (1949) va suggerir que el flux gènic entre taxons intraespecífics representen essencialment el mateix fenomen d'introgressió que succeeix entre espècies. Per tant, el procés d'introgressió descriu el flux gènic entre espècies, subespècies, races o qualsevol grup de sistemes poblacionals diferenciats. 

## Línies introgressives

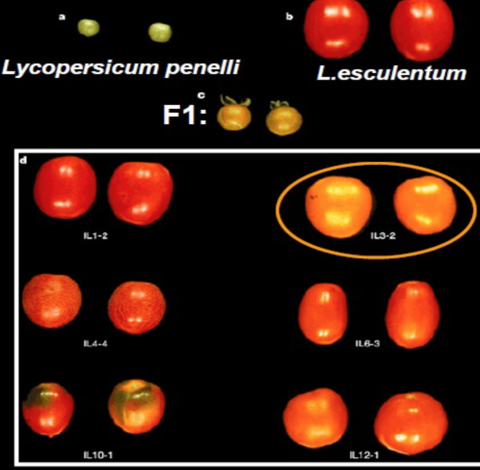
Generació de la línia introgressiva Lycopersicon esculentum mitjançant la introgrressió de determinats segments de cromosomes de L. pennellii en l'espècie cultivada L. esculentum.

Una línia d'introgresió és una espècie que conté material genètic artificialment derivat d'un parent salvatge degut a una sèrie de retroencreuaments. Per aconseguir l'homologia al final dels retroencreuaents es fan dues autofecundacions.
Aquestes línies es coneixen com a genoteques de l'espècie salvatge, ja que contenen un fragment genètic d'aquesta altra espècie, el fragment introgressat.
Les línies introgressives ens permeten estudiar els locus de trets quantitatius (QTL) i també la creació de noves varietats introduint característiques exòtiques.
Un exemple d'una línia introgressiva és Lycopersicon esculentum. Determinats segments de cromosomes de L. pennellii van ser introgressats en l'espècie cultivada L. esculentum. En la imatge podem observar com en una línia d'introgressió de L. esculentum s'ha pogut expressar un elevat contingut de carotens, una característica no pròpia de l'espècie.
Els resultats d'aquesta línia introgressiva ens mostren que un germoplasma d'una espècie de tomàquet salvatge pot ser utilitzat per millorar la collita d'una espècie cultivada.

## Selecció per introgressió

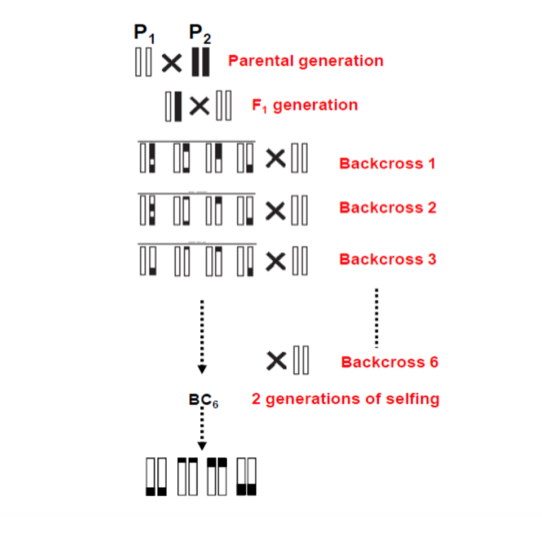
Esquema d'un retroencreuament entre dos progentiros P1 i P2 amb trets diferents. L'objectiu es introgressar uns determinats trets del progenitor P2 en el genoma del P1.

És la selecció dels individus que tenen els trets introgressats.
Actualment, la identificació i localització d'aquests gens introgressats és fa mitjançant la  utilització de marcadors moleculars, ja que aquests marcadors s'associen amb el gen desitjat.
Els marcadors moleculars són seqüències de DNA altament polimòrfiques que són fàcilment identificables i ens proporcionen una informació determinada.
A diferència de la selecció que es feia segons l'expressió del fenotip que donava lloc a confusions.
La selecció assistida per marcadors ens permet la manipulació mitjançant els marcadors de DNA regions del genoma que estan involucrades en l'expressió dels gens que ens interessen.
Els marcadors de DNA ens indiquen la presència del gen introgressat quan l'avaluació directa fenotípica no és possible o bé dona lloc a confusions.
Aquests marcadors tenen un potencial enorme per millorar l'eficiència i la precisió de la millora vegetal convencional mitjançant aquesta tècnica de selecció assistida de marcadors (MAS).
El gran nombre d'estudis de mapeig de locus de trets quantitatius (QTL)  per diverses espècies de cultius ens han proporcionat una gran abundància de marcadors de DNA associats a trets.
Els marcadors de DNA poden ser utilitzats per detectar la presència de la variació al·lèlica en els gens que contenen aquests trets. Per tant, els MAS ens permetenseleccionar al·lels específics als loci marcadors que es coneixen i que estan relacionats amb els gens que causen el tret desitjat.
L'ús d'aquests marcadors en aquests processos de retroentrecreuaments millora l'eficiència de la selecció.
Aquests marcadors es poden utilitzar amb el gen desitjat o QTL. Amb aquest mètode els al·lels recessius també poden esser seleccionats, procés difícil si utilitzem mètodes convencionals.
Aquest mètode ens permet accelerar el desenvolupament de l'espècie progenitora amb els gens introgressats  per tal de crear una nova línia introgressiva.